# عمه التزامن
عمه التزامن هو اضطراب عصبي نادر مميز بانعدام قدرة الفرد على إدراك أكثر من كائن أو شيء واحد فقط في كل مرة. يُعد هذا النوع من مشاكل الانتباه البصري واحد من ثلاثة مكونات رئيسية (مع الرنح البصري وتعذر الأداء البصري) مكونة لمتلازمة بالينت، التي تمثل مجموعة غير مفهومة بشكل كامل وغير شائعة من الإعاقات النفسية العصبية الشديدة التي تنطوي على التمثيل المكاني (المعالجة المكانية البصرية). ترجع صياغة مصطلح «عمه التزامن» للمرة الأولى إلى وولبرت في عام 1924 من أجل وصف حالة قدرة الفرد المصاب على رؤية التفاصيل الفردية من المشهد المركب مع فشله في استيعاب المعنى الكلي للصورة.
يمكن تقسيم عمه التزامن إلى نوعين مختلفين: الظهري والبطني. تؤدي آفات عمه التزامن البطني إلى تطور شكل معتدل من الاضطراب، بينما تؤدي الآفات القذالية الجدارية الظهرية إلى تطور شكل أكثر شدة من الاضطراب.

## التشخيص
لا يوجد في الوقت الحالي أي طرق كمية مستخدمة في تشخيص عمه التزامن. لإثبات اختبار الفرد أعراض عمه التزامن، يُطلب من المرضى وصف مجموعة من العروض المرئية المركبة، مثل صورة «سرقة كعك بوسطن» المستخدمة بشكل شائع، التي تُعد أحد مكونات اختبار بوسطن التشخيصي للحبسة. في هذه الصورة، يفيض حوض المطبخ بينما يحاول صبي وفتاة سرقة البسكويت من وعاء البسكويت دون ملاحظة والدتهما.
يتخذ مرضى عمه التزامن نهجًا تدريجيًا شيئًا فشيئًا عند تفسيرهم المشهد من خلال الإبلاغ عن عناصر معزولة من الصورة. على سبيل المثال، قد يبلغ المريض عن رؤية «صبي»، و«كرسي» و«امرأة». مع ذلك، عند الطلب من المريض تفسير المعنى الكلي للصورة، يفشل مريض عمه التزامن في إدراك المشهد الكامل. تمثل صورة «فتى التلغراف» إحدى الصور الأخرى التي تُستخدم في تقييم حالات العجز البصرية لمرضى عمه التزامن. عند خضوعهم لفحص الوظائف العليا للجهاز العصبي، لا يظهر هؤلاء المرضى أي حالات عجز فكري عام.

## التصنيف
يمكن تقسيم عمه التزامن إلى نوعين مختلفين: الظهري والبطني، إذ يعود اسم كل منهما إلى الدارات الظهرية والبطنية المسؤولة عن الإدراك الحسي لمواقع الكائنات وأشكالها، على الترتيب. يرتبط هذان النوعان من عمه التزامن مع مجموعة مختلفة من الأعراض بالإضافة إلى تلف مناطق مختلفة من الدماغ.

### عمه التزامن الظهري
يتطور عمه التزامن الظهري نتيجة الآفات ثنائية الجانب في منطقة الوصل بين الفصين القذالي والجداري. في هذه الحالة، يقتصر الإدراك الحسي على كائن واحد دون امتلاك أي وعي بوجود منبهات أخرى. يمكن بالتالي رؤية كائن واحد فقط في كل مرة، ما قد يؤدي إلى اصطدام المريض بكائنات وأشياء أخرى في الغرفة دون وعيه المسبق بوجودها. بالإضافة إلى ذلك، تبدو الكائنات المتحركة أكثر صعوبة للإدراك.

#### عمه التزامن البطني
يتطور عمه التزامن البطني نتيجة التلف الحاصل في منطقة الوصل القذالي الصدغي السفلي الأيسر. يمتلك مرضى عمه التزامن البطني القدرة على رؤية كائنات متعددة في الوقت نفسه، لكن يحدث إدراكهم لهذه الكائنات بشكل تدريجي شيئًا فشيئًا، أو مقتصر على كائن واحد في كل مرة. يتمكن بالتالي الأفراد المصابون بأعراض عمه التزامن البطني من التنقل عبر الغرفة دون الاصطدام بالأثاث.